# Fatunero (Ort)
Fatunero ist ein osttimoresischer Ort in der Gemeinde Liquiçá. Das Dorf im Norden der Aldeia Fatunero liegt am südöstlichen Ende einer Kette von Siedlungen auf einem Bergrücken im Süden des Sucos Leorema (Verwaltungsamt Bazartete), auf einer Meereshöhe von 1156 m. Straßen führen nach Norden zu den Dörfern Urluli und Manu-Lete und nach Südosten in den Suco Matata.